# Rjasanskoje (Kaliningrad)
Rjasanskoje (russisch Рязанское, deutsch Hallwischken, 1938–1945 Hallweg) ist ein Ort im Südosten der russischen Oblast Kaliningrad. Er gehört zur kommunalen Selbstverwaltungseinheit Munizipalkreis Osjorsk im Rajon Osjorsk.

## Geographische Lage
Rjasanskoje liegt östlich von Osjorsk (Darkehmen/Angerapp) an der Kommunalstraße 27K-177, welche die Rajonstadt (vier Kilometer) mit Gawrilowo (Gawaiten/Herzogsrode) (zwölf Kilometer) verbindet. In Rjasanskoje enden außerdem die Kommunalstraßen 27K-368 von Schutschkowo (Szuskehmen/Angerhöh) und 27K-369 von Suworowka (Weedern). Ein Bahnanschluss besteht nicht.

## Geschichte
Im Jahre 1818 wurde das frühere Hallwischken als Gutsdorf mit 131 Einwohnern erwähnt. Am 6. Mai 1874 ist Hallwischken einer von 13 Gutsbezirken bzw. Landgemeinden, die den neuerrichteten Amtsbezirk Weedern (heute russisch: Suworowka) bildeten. Er gehörte bis 1945 zum Landkreis Darkehmen (1938–1946 Landkreis Angerapp) im Regierungsbezirk Gumbinnen der preußischen Provinz Ostpreußen.
1907 waren in Hallwischken 210 Einwohner gemeldet. Ihre Zahl steigerte sich, als zum 17. Oktober 1928 der Gutsbezirk Weedern in die neue Landgemeinde Hallwischken eingegliedert wurde. 1933 wurden bereits 392 Einwohner registriert, 1939 waren es immerhin noch 338. Inzwischen allerdings war – am 3. Juni 1938, mit amtlicher Bestätigung vom 16. Juli 1938 – das Dorf in „Hallweg“ umbenannt worden. Bis 1945 war es eine Gemeinde im Amtsbezirk Weedern.
Im Januar 1945 wurde der Ort von der Roten Armee besetzt. Die neue Polnische Provisorische Regierung ging zunächst davon aus, dass er mit dem gesamten Kreis Darkehmen (Angerapp) unter ihre Verwaltung fallen würde. Im Potsdamer Abkommen (Artikel VI) von August 1945 wurde die neue sowjetisch-polnische Grenze aber unabhängig von den alten Kreisgrenzen anvisiert, wodurch der Ort unter sowjetische Verwaltung kam.  Die polnische Umbenennung des Ortes in Galwiszki im Juli 1947 wurde (vermutlich) nicht mehr wirksam. Im Jahr 1950 erhielt er den russischen Namen Rjasanskoje und wurde dem Dorfsowjet Bagrationowski selski Sowet in Rajon Osjorsk zugeordnet. Von 2008 bis 2014 gehörte Rjasanskoje zur Landgemeinde Gawrilowskoje selskoje posselenije, von 2015 bis 2020 zum Stadtkreis Osjorsk und seither zum Munizipalkreis Osjorsk.

## Kirche
Mit der vor 1945 überwiegend evangelischen Bevölkerung war Hallwischken/Hallweg in das Kirchspiel Darkehmen (1938–1946 Angerapp, seit 1946 Osjorsk) eingepfarrt. Es gehörte zum Kirchenkreis Darkehmen/Angerapp in der Kirchenprovinz Ostpreußen der Kirche der Altpreußischen Union. Letzte deutsche Geistliche waren die Pfarrer Johannes Gemmel und Helmut Passauer.
Während der Zeit der Sowjetunion war kirchliches Leben untersagt. Erst in den 1990er Jahren bildeten sich in der Oblast Kaliningrad. wieder einzelne evangelische Gemeinden, von denen die im sechs Kilometer entfernten Kadymka (Eszerningken/Escherningken, 1938–1946 Eschingen) Rjasanskoje am nächsten liegt. Sie gehört zur ebenfalls neugebildeten Propstei Kaliningrad in der Evangelisch-Lutherischen Kirche Europäisches Russland (ELKER). Die zuständigen Geistlichen sind die der Salzburger Kirche in Gussew (Gumbinnen).

## Persönlichkeiten des Ortes
- Karl Matull (* 15. August 1898 in Hallwischken; † 1959), deutscher Politiker (SPD)